# Ramisme
Ramisme var en samling af teorier om retorik, logik og pædagogik baseret på læren af Peter Ramus, en fransk akademisk filosof.
| filosofi | Spire Denne filosofiartikel er en spire som bør udbygges. Du er velkommen til at hjælpe Wikipedia ved at udvide den. |